# Daniel Corso
Daniel Corso (né le 3 avril 1978 à Montréal, dans la province de Québec au Canada) est un joueur professionnel de hockey sur glace évoluant à la position de centre.

## Carrière
Réclamé au septième tours du repêchage de 1996 par les Blues de Saint-Louis alors qu'il évolue avec les Tigres de Victoriaville de la Ligue de hockey junior majeur du Québec. Il retourne avec ces derniers la saison suivante et y remporte le trophée Michel-Brière remis au joueur par excellence de la saison régulière.
Corso devient joueur professionnel en 1998 alors qu'il rejoint le club affilié aux Blues dans la Ligue américaine de hockey, les IceCats de Worcester. il reste avec ceux-ci durant deux saisons avant d'être rappelé par les Blues avec qui il dispute 28 rencontres lors de la saison 2000-2001, y récoltant dix buts et trois mentions d'assistance.
Après cinq saisons au sein de l'organisation des Blues, il signe à l'été 2003 un contrat à titre d'agent libre avec les Sénateurs d'Ottawa et rejoint pour la saison suivante leur club-école, les Senators de Binghamton. Le joueur de centre ne dispute cependant que 32 parties avec l'équipe avant d'être échangé aux Thrashers d'Atlanta en retour de Brad Tapper.
Le lock-out que connait la LNH lors de la saison 2004-2005 permet à Corso d'expérimenter le hockey européen alors qu'il s'engage avec les Huskies de Kassel de la DEL en Allemagne. Il reste d'ailleurs une saison supplémentaire en DEL avant de revenir en Amérique, signant pour une saison avec les Flyers de Philadelphie.
Il ne restera cependant qu'une demi saison avec l'organisation avant de passer aux mains du Lightning de Tampa Bay en retour de Darren Reid. Corso terminera la saison avec le club affilié au Lightning en LAH, les Falcons de Springfield puis quittera à nouveau vers l'est, rejoignant cette fois le Torpedo Nijni Novgorod de la Superliga.
Daniel Corso joue par la suite deux saisons dans la Elitseiren avec le Timrå IK avant de se joindre aux Dinamo Minsk de la Ligue continentale de hockey. Le 3 janvier 2013, il est paraphé en Suisse au Lausanne Hockey Club dans le cadre d'une entente portant jusqu'à la fin de la saison 2013.

## Statistiques
| Saison     | Équipe                   | Ligue      |    | Saison régulière | Saison régulière | Saison régulière | Saison régulière | Saison régulière |    | Séries éliminatoires | Séries éliminatoires | Séries éliminatoires | Séries éliminatoires | Séries éliminatoires |
| Saison     | Équipe                   | Ligue      | PJ | B                | A                | Pts              | Pun              | PJ               | B  | A                    | Pts                  | Pun                  |                      |                      |
| 1993-1994  | Cantonniers de Magog     | LHJAAAQ    | 36 | 17               | 22               | 39               |                  | 12               | 10 | 12                   | 22                   |                      |                      |                      |
| 1994-1995  | Tigres de Victoriaville  | LHJMQ      | 65 | 26               | 27               | 53               | 6                | 4                | 2  | 5                    | 7                    | 2                    |                      |                      |
| 1995-1996  | Tigres de Victoriaville  | LHJMQ      | 65 | 49               | 65               | 114              | 77               | 12               | 6  | 7                    | 13                   | 4                    |                      |                      |
| 1996-1997  | Tigres de Victoriaville  | LHJMQ      | 54 | 51               | 68               | 119              | 50               |                  |    |                      |                      |                      |                      |                      |
| 1997-1998  | Tigres de Victoriaville  | LHJMQ      | 35 | 24               | 51               | 75               | 20               | 3                | 1  | 1                    | 2                    | 2                    |                      |                      |
| 1998-1999  | IceCats de Worcester     | LAH        | 63 | 14               | 14               | 28               | 26               |                  |    |                      |                      |                      |                      |                      |
| 1999-2000  | IceCats de Worcester     | LAH        | 71 | 21               | 34               | 55               | 19               | 9                | 2  | 3                    | 5                    | 10                   |                      |                      |
| 2000-2001  | IceCats de Worcester     | LAH        | 52 | 19               | 37               | 56               | 47               |                  |    |                      |                      |                      |                      |                      |
| 2000-2001  | Blues de Saint-Louis     | LNH        | 28 | 10               | 3                | 13               | 14               | 12               | 0  | 1                    | 1                    | 0                    |                      |                      |
| 2001-2002  | Blues de Saint-Louis     | LNH        | 41 | 4                | 7                | 11               | 6                | 2                | 0  | 0                    | 0                    | 0                    |                      |                      |
| 2002-2003  | IceCats de Worcester     | LAH        | 1  | 0                | 0                | 0                | 0                |                  |    |                      |                      |                      |                      |                      |
| 2002-2003  | Blues de Saint-Louis     | LNH        | 1  | 0                | 0                | 0                | 0                |                  |    |                      |                      |                      |                      |                      |
| 2003-2004  | Thrashers d'Atlanta      | LNH        | 7  | 0                | 1                | 1                | 0                |                  |    |                      |                      |                      |                      |                      |
| 2003-2004  | Senators de Binghamton   | LAH        | 32 | 7                | 11               | 18               | 16               |                  |    |                      |                      |                      |                      |                      |
| 2003-2004  | Wolves de Chicago        | LAH        | 29 | 8                | 18               | 26               | 15               | 10               | 1  | 5                    | 6                    | 6                    |                      |                      |
| 2004-2005  | Huskies de Kassel        | DEL        | 45 | 8                | 30               | 38               | 32               |                  |    |                      |                      |                      |                      |                      |
| 2005-2006  | Lions de Francfort       | DEL        | 29 | 11               | 17               | 28               | 57               |                  |    |                      |                      |                      |                      |                      |
| 2006-2007  | Phantoms de Philadelphie | LAH        | 6  | 2                | 4                | 6                | 4                |                  |    |                      |                      |                      |                      |                      |
| 2006-2007  | Falcons de Springfield   | LAH        | 58 | 13               | 33               | 46               | 35               |                  |    |                      |                      |                      |                      |                      |
| 2007-2008  | Torpedo Nijni Novgorod   | Superliga  | 22 | 2                | 5                | 7                | 18               |                  |    |                      |                      |                      |                      |                      |
| 2007-2008  | Bulldogs de Hamilton     | LAH        | 35 | 7                | 18               | 25               | 12               |                  |    |                      |                      |                      |                      |                      |
| 2008-2009  | Kärpät Oulu              | SM-Liiga   | 41 | 22               | 30               | 52               | 45               | 13               | 2  | 5                    | 7                    | 16                   |                      |                      |
| 2009-2010  | Timrå IK                 | Elitserien | 49 | 16               | 28               | 44               | 68               | 1                | 0  | 1                    | 1                    | 2                    |                      |                      |
| 2010-2011  | Timrå IK                 | Elitserien | 18 | 7                | 7                | 14               | 41               |                  |    |                      |                      |                      |                      |                      |
| 2010-2011  | Dinamo Minsk             | KHL        | 13 | 3                | 5                | 8                | 6                | 7                | 2  | 3                    | 5                    | 22                   |                      |                      |
| 2011-2012  | Dinamo Minsk             | KHL        | 50 | 15               | 12               | 27               | 64               |                  |    |                      |                      |                      |                      |                      |
| 2012-2013  | Dinamo Minsk             | KHL        | 4  | 0                | 1                | 1                | 0                |                  |    |                      |                      |                      |                      |                      |
| 2012-2013  | Lausanne HC              | LNB        | 9  | 7                | 8                | 15               | 36               | 20               | 11 | 14                   | 25                   | 82                   |                      |                      |
| 2013-2014  | Ilves Tampere            | SM-liiga   | 23 | 6                | 5                | 11               | 48               |                  |    |                      |                      |                      |                      |                      |
| 2013-2014  | LeKi                     | Mestis     | 7  | 2                | 1                | 3                | 2                |                  |    |                      |                      |                      |                      |                      |
| 2013-2014  | HC Olten                 | LNB        |    |                  |                  |                  |                  | 1                | 0  | 0                    | 0                    | 27                   |                      |                      |
| 2014-2015  | HK Iounost Minsk         | Ekstraliga | 9  | 2                | 2                | 4                | 10               | 12               | 1  | 13                   | 14                   | 52                   |                      |                      |
| 2015-2016  | HK Iounost Minsk         | Ekstraliga | 28 | 12               | 15               | 27               | 111              | 8                | 2  | 2                    | 4                    | 10                   |                      |                      |
| 2016-2017  | HK Iounost Minsk         | Ekstraliga | 28 | 16               | 33               | 49               | 43               | 3                | 0  | 1                    | 1                    | 2                    |                      |                      |
| 2017-2018  | HK Iounost Minsk         | Ekstraliga | 19 | 11               | 13               | 24               | 12               | 6                | 0  | 3                    | 3                    | 6                    |                      |                      |
| Totaux LNH | Totaux LNH               | Totaux LNH | 77 | 14               | 11               | 25               | 20               | 14               | 0  | 1                    | 1                    | 0                    |                      |                      |

### Statistiques en équipe nationale
| Année | Équipe | Compétition                 |   | PJ | B | A | Pts | Pun         |  | Résultat |
| 1998  | Canada | Championnat du monde junior | 7 | 0  | 3 | 3 | 4   | 8e position |  |          |

## Honneurs et trophées
- Ligue de hockey junior majeur du Québec
  - Nommé dans l'équipe d'étoiles des recrues en 1995.
  - Membre de la première équipe d'étoiles en 1997.
  - Récipiendaire du trophée Michel-Brière remis au meilleur de la saison régulière en 1997.
- LNB
  - Champion des séries avec le Lausanne Hockey Club.

## Transactions en carrière
- Repêchage 1996 : réclamé par les Blues de Saint-Louis (7e choix de l'équipe, 169e au total).
- 2 septembre 2003 : signe à titre d'agent avec les Sénateurs d'Ottawa.
- 10 octobre 2003 : rate la majorité de la saison 2002-2003 en raison d'une blessure à l'épaule subie lors d'un match contre les Mighty Ducks d'Anaheim.
- 6 janvier 2004 : échangé par les Sénateurs aux Thrashers d'Atlanta en retour de Brad Tapper.
- 7 août 2004 : signe à titre d'agent libre avec les Huskies de Kassel.
- 9 juin 2005 : signe à titre d'agent libre avec les Lions de Francfort.
- 13 juillet 2006 : signe à titre d'agent libre avec les Flyers de Philadelphie.
- 9 novembre 2006 : échangé par les Flyers au Lightning de Tampa Bay en retour de Darren Reid.
- 3 septembre 2007 : signe à titre d'agent libre avec le Torpedo Nijni Novgorod.
- 3 janvier 2013 : signe une entente avec le Lausanne Hockey Club.